# Inter Mediolan w sezonie 2023/2024
Sezon 2023/2024 jest 116. sezonem w historii Interu Mediolan. W tym sezonie Internazionale zakończył udział w Pucharze Włoch i Lidze Mistrzów na 1/8 finału, a zwyciężył w Superpucharze Włoch.
Najlepszym strzelcem zespołu jest Lautaro Martínez, który zdobył łącznie 25 goli – 22 gole w lidze, dwie bramki w Lidze Mistrzów UEFA, a także jedną w Superpucharze Włoch.

## Skład
| Nr | Poz. | Piłkarz                    |
| -- | ---- | -------------------------- |
| 1  | BR   | Yann Sommer                |
| 2  | OB   | Denzel Dumfries            |
| 5  | PO   | Stefano Sensi              |
| 6  | OB   | Stefan de Vrij             |
| 7  | OB   | Juan Cuadrado              |
| 8  | NA   | Marko Arnautović           |
| 9  | NA   | Marcus Thuram              |
| 10 | NA   | Lautaro Martínez (kapitan) |
| 12 | BR   | Raffaele Di Gennaro        |
| 14 | PO   | Davy Klaassen              |
| 15 | OB   | Francesco Acerbi           |
| 16 | PO   | Davide Frattesi            |
| 17 | PO   | Tajon Buchanan             |
| 20 | PO   | Hakan Çalhanoğlu           |

| Nr | Poz. | Piłkarz                      |
| -- | ---- | ---------------------------- |
| 21 | PO   | Kristjan Asllani             |
| 22 | PO   | Henrich Mychitarian          |
| 23 | PO   | Nicolò Barella (wicekapitan) |
| 28 | OB   | Benjamin Pavard              |
| 30 | OB   | Carlos Augusto               |
| 31 | OB   | Yann Aurel Bisseck           |
| 32 | OB   | Federico Dimarco             |
| 35 | BR   | Filip Stanković              |
| 36 | OB   | Matteo Darmian               |
| 42 | PO   | Lucien Agoumé                |
| 70 | NA   | Alexis Sanchez               |
| 77 | BR   | Emil Audero                  |
| 95 | OB   | Alessandro Bastoni           |

## Sztab Szkoleniowy
| Funkcja                         | Imię i nazwisko       |
| ------------------------------- | --------------------- |
| Trener                          | Simone Inzaghi        |
| Asystent trenera                | Massimiliano Farris   |
| Asystent techniczny             | Mario Cecchi          |
| Asystent techniczny             | Ferruccio Cerasaro    |
| Asystent techniczny             | Riccardo Rocchini     |
| Trener bramkarzy                | Adriano Bonaiuti      |
| Trener bramkarzy                | Gianluca Zappalà      |
| Trener przygotowania fizycznego | Fabio Ripert          |
| Trener przygotowania fizycznego | Claudio Spicciariello |
| Szef sztabu medycznego          | Piero Volpi           |
| Trener ds. rehabilitacji        | Andrea Belli          |

## Mecze Towarzyskie
| 18 lipca 2023 | Inter Mediolan                         | 3:0   | Lugano |                                                                 |
| 18:30 CET     | Fabbian 15' · Sensi 40' · Esposito 85' | (2:0) |        | Suning Training Centre, Appiano Gentile Sędzia: Davide Ghersini |

| 21 lipca 2023 | Inter Mediolan | 10:0  | Pergolettese |                                                                |
| 18:00 CET     | Correa 19' · Bastoni 22' · Çalhanoğlu 30' · Dumfries 45+1' · Martínez 63', 76' (k.), 87', 90+2' (k.) · Esposito 75' · Henrich Mychitarian 85' | (4:0) |              | Suning Training Centre, Appiano Gentile Sędzia: Luca De Angeli |

| 27 lipca 2023 | Al-Nassr    | 1:1   | Inter Mediolan |                                                             |
| 19:20 JST     | Ghareeb 23' | (1:1) | 44' Frattesi   | Stadion Nagai, Osaka Widzów: 12 000 Sędzia: Hiroyuki Kimura |

| 1 sierpnia 2023 | Paris Saint-Germain | 1:2   | Inter Mediolan           |                                             |
| 19:00 JST       | Vitinha 63'         | (0:0) | 81' Esposito · 83' Sensi | Stadion Narodowy, Tokio Sędzia: Jumpei Iida |

| 9 sierpnia 2023 | Red Bull Salzburg           | 3:4   | Inter Mediolan                                            |                                                     |
| 19:00 CET       | Konaté 6', 34' · Baidoo 46' | (2:3) | 9' (sam.) Pavlović · 24' De Vrij · 42' Correa · 90' Sensi | Red Bull Arena, Salzburg Sędzia: Sebastian Gishamer |

| 13 sierpnia 2023 | Inter Mediolan                                     | 4:2   | Egnatia Rrogozhinë             |                                                      |
| 20:00 CET        | Barella 55' · Martínez 79', 83' (k.) · Stabile 90' | (0:1) | 6' Dwanema · 68' (k.) Medeiros | Stadio Paolo Mazza, Ferrara Sędzia: Giovanni Ayroldi |

## Rozgrywki

### Serie A

#### Tabela
| Lp. | Drużyna            | M  | Z  | R  | P  | B+ | B- | +/– | Pkt | Kwalifikacja lub spadek          |
| --- | ------------------ | -- | -- | -- | -- | -- | -- | --- | --- | -------------------------------- |
| 1   | Inter Mediolan (M) | 38 | 29 | 7  | 2  | 89 | 22 | +67 | 94  | Liga Mistrzów UEFA • Faza ligowa |
| 2   | Milan              | 38 | 22 | 9  | 7  | 76 | 49 | +27 | 75  | Liga Mistrzów UEFA • Faza ligowa |
| 3   | Juventus (P)       | 38 | 19 | 14 | 5  | 54 | 31 | +23 | 71  | Liga Mistrzów UEFA • Faza ligowa |
| 4   | Atalanta           | 38 | 21 | 6  | 11 | 72 | 42 | +30 | 69  | Liga Mistrzów UEFA • Faza ligowa |
| 5   | Bologna            | 38 | 18 | 14 | 6  | 54 | 32 | +22 | 68  | Liga Mistrzów UEFA • Faza ligowa |

1. ↑  Serie A, jako jedna z dwóch federacji o najwyższym współczynniku punktów w sezonie 2023/24, uzyskała dodatkowe miejsce w Lidze Mistrzów. Miejsce to przypadło szóstej drużynie ligi, ponieważ zajmująca piątą lokatę Atalanta zapewniła sobie je jako triumfator Ligi Europy.

#### Mecze
| Serie A 119 sierpnia 2023 | Inter Mediolan   | 2:0   | Monza |                                                                         |
| 20:45 CET                 | Martínez 8', 76' | (1:0) |       | Stadion Giuseppe Meazzy, Mediolan Widzów: 72 509 Sędzia: Andrea Colombo |

| Serie A 228 sierpnia 2023 | Cagliari | 0:2   | Inter Mediolan              |                                                                |
| 20:45 CET                 |          | (0:1) | 21' Dumfries · 30' Martínez | Sardegna Arena, Cagliari Widzów: 16 412 Sędzia: Michael Fabbri |

| Serie A 33 września 2023 | Inter Mediolan                                      | 4:0   | Fiorentina |                                                                           |
| 18:30 CET                | Thuram 23' · Martínez 8', 76' · Çalhanoğlu 58' (k.) | (2:0) |            | Stadion Giuseppe Meazzy, Mediolan Widzów: 72 739 Sędzia: Matteo Marchetti |

| Serie A 416 września 2023 | Inter Mediolan                                                          | 5:1   | Milan    |                                                                       |
| 18:00 CET                 | Mychitarian 5', 69' · Thuram 38' · Çalhanoğlu 79' (k.) · Frattesi 90+3' | (2:0) | 57' Leão | Stadion Giuseppe Meazzy, Mediolan Widzów: 75 571 Sędzia: Simone Sozza |

| Serie A 524 września 2023 | Empoli | 0:1   | Inter Mediolan |                                                                         |
| 12:30 CET                 |        | (0:0) | 51' Dimarco    | Stadio Carlo Castellani, Empoli Widzów: 15 651 Sędzia: Matteo Marcenaro |

| Serie A 627 września 2023 | Inter Mediolan | 1:2   | Sassuolo                  |                                                                       |
| 20:45 CET                 | Dumfries 45+1' | (1:0) | 54' Bajrami · 63' Berardi | Stadion Giuseppe Meazzy, Mediolan Widzów: 70 864 Sędzia: Luca Massimi |

| Serie A 730 września 2023 | Salernitana | 0:4   | Inter Mediolan              |                                                              |
| 20:45 CET                 |             | (0:0) | 62', 77', 85', 89' Martínez | Stadio Arechi, Salerno Widzów: 20 085 Sędzia: Rosario Abisso |

| Serie A 87 października 2023 | Inter Mediolan            | 2:2   | Bologna                        |                                                                      |
| 15:00 CET                    | Acerbi 11' · Martínez 13' | (2:1) | 19' (k) Orsolini · 52' Zirkzee | Stadion Giuseppe Meazzy, Mediolan Widzów: 74 072 Sędzia: Marco Guida |

| Serie A 921 października 2023 | Torino | 0:3   | Inter Mediolan                                   |                                                                          |
| 18:00 CET                     |        | (0:0) | 59' Thuram · 67' Martínez · 90+5' (k) Çalhanoğlu | Stadio Olimpico di Torino, Turyn Widzów: 26 193 Sędzia: Matteo Marchetti |

| Serie A 1029 października 2023 | Inter Mediolan | 1:0   | Roma |                                                                        |
| 18:00 CET                      | Thuram 81'     | (0:0) |      | Stadion Giuseppe Meazzy, Mediolan Widzów: 75 573 Sędzia: Fabio Maresca |

| Serie A 114 listopada 2023 | Atalanta     | 1:2   | Inter Mediolan                    |                                                                             |
| 18:00 CET                  | Scamacca 61' | (0:1) | 40' (k) Çalhanoğlu · 57' Martínez | Stadio Atleti Azzurri d’Italia, Bergamo Widzów: 14 945 Sędzia: Simone Sozza |

| Serie A 1212 listopada 2023 | Inter Mediolan                   | 2:0   | Frosinone |                                                                           |
| 20:45 CET                   | Dimarco 43' · Çalhanoğlu 48' (k) | (1:0) |           | Stadion Giuseppe Meazzy, Mediolan Widzów: 70 816 Sędzia: Federico Dionisi |

| Serie A 1326 listopada 2023 | Juventus     | 1:1   | Inter Mediolan |                                                           |
| 20:45 CET                   | Vlahović 27' | (1:1) | 33' Martínez   | Allianz Stadium, Turyn Widzów: 41 507 Sędzia: Marco Guida |

| Serie A 143 grudnia 2023 | Napoli | 0:3   | Inter Mediolan                            |                                                            |
| 20:45 CET                |        | (0:1) | 44' Çalhanoğlu · 61' Barella · 85' Thuram | Stadio Diego Armando Maradona, Neapol Sędzia: Davide Massa |

| Serie A 159 grudnia 2023 | Inter Mediolan                                                | 4:0   | Udinese |                                                                         |
| 20:45 CET                | Çalhanoğlu 37' (k.) · Dimarco 42' · Thuram 44' · Martínez 84' | (3:0) |         | Stadion Giuseppe Meazzy, Mediolan Widzów: 71 874 Sędzia: Marco Di Bello |

| Serie A 1617 grudnia 2023 | Lazio | 0:2   | Inter Mediolan            |                                                           |
| 20:45 CET                 |       | (0:1) | 40' Martínez · 66' Thuram | Stadio Olimpico, Rzym Widzów: 59 900 Sędzia: Davide Massa |

| Serie A 1723 grudnia 2023 | Inter Mediolan            | 2:0   | Lecce |                                                                           |
| 20:45 CET                 | Bisseck 43' · Barella 78' | (1:0) |       | Stadion Giuseppe Meazzy, Mediolan Widzów: 72 723 Sędzia: Matteo Marcenaro |

| Serie A 1829 grudnia 2023 | Genoa          | 1:1   | Inter Mediolan       |                                                                    |
| 20:45 CET                 | Drăgușin 45+7' | (1:1) | 42' Marko Arnautović | Stadio Luigi Ferraris, Genua Widzów: 33 249 Sędzia: Daniele Doveri |

| Serie A 196 stycznia 2024 | Inter Mediolan                | 2:1   | Hellas Verona |                                                                         |
| 12:30 CET                 | Martínez 13' · Frattesi 90+3' | (1:0) | 74' Henry     | Stadion Giuseppe Meazzy, Mediolan Widzów: 71 691 Sędzia: Michael Fabbri |

| Serie A 2013 stycznia 2024 | Monza | 1:5   | Inter Mediolan                                            |                                                               |
| 20:45 CET                  |       | (0:2) | 12' (k.), 60' Çalhanoğlu · 14', 84' Martínez · 88' Thuram | Stadio Brianteo, Monza Widzów: 14 670 Sędzia: Antonio Rapuano |

| Serie A 2228 stycznia 2024 | Fiorentina | 0:1   | Inter Mediolan |                                                                             |
| 20:45 CET                  |            | (0:1) | 14' Martínez   | Stadio Artemio Franchi, Florencja Widzów: 35 084 Sędzia: Gianluca Aureliano |

| Serie A 234 lutego 2024 | Inter Mediolan   | 1:0   | Juventus |                                                                        |
| 20:45 CET               | Gatti 37' (sam.) | (1:0) |          | Stadion Giuseppe Meazzy, Mediolan Widzów: 75 547 Sędzia: Fabio Maresca |

| Serie A 2410 lutego 2024 | Roma                          | 2:4   | Inter Mediolan                                                |                                                          |
| 18:00 CET                | Mancini 28' · El Shaarawy 44' | (2:1) | 17' Acerbi · 49' Thuram · 56' (sam.) Angeliño · 90+3' Bastoni | Stadio Olimpico, Rzym Widzów: 65 044 Sędzia: Marco Guida |

| Serie A 2516 lutego 2024 | Inter Mediolan                                            | 4:0   | Salernitana |                                                                          |
| 20:45 CET                | Thuram 17' · Martínez 19' · Dumfries 40' · Arnautović 90' | (3:0) |             | Stadion Giuseppe Meazzy, Mediolan Widzów: 72 609 Sędzia: Marco Piccinini |

| Serie A 2625 lutego 2024 | Lecce | 0:4   | Inter Mediolan                                 |                                                                  |
| 18:00 CET                |       | (0:1) | 15', 56' Martínez · 54' Frattesi · 67' de Vrij | Stadio Via del Mare, Lecce Widzów: 27 910 Sędzia: Daniele Doveri |

| Serie A 274 marca 2024 | Inter Mediolan                                 | 2:1   | Genoa             |                                                                           |
| 20:45 CET              | Kristjan Asllani 30' · Alexis Sánchez 38' (k.) | (2:0) | 54' Johan Vásquez | Stadion Giuseppe Meazzy, Mediolan Widzów: 75 421 Sędzia: Giovanni Ayroldi |

| Serie A 289 marca 2024 | Bologna | 0:1   | Inter Mediolan   |                                                                      |
| 18:00 CET              |         | (0:1) | 37' Yann Bisseck | Stadio Renato Dall’Ara, Bolonia Widzów: 30 204 Sędzia: Luca Pairetto |

| Serie A 2917 marca 2024 | Inter Mediolan     | 1:1   | Napoli         |                                                             |
| 20:45 CET               | Matteo Darmian 43' | (1:0) | 81' Juan Jesus | Stadion Giuseppe Meazzy, Mediolan Sędzia: Federico La Penna |

### Puchar Włoch
| 1/8 finału 20 grudnia 2023 | Inter Mediolan | 1:2 (pd.) | Bologna                   |                                                                            |
| 21:00 CET                  | Augusto 92'    | (0:0)     | 112' Beukema · 116' Ndoye | Stadion Giuseppe Meazzy, Mediolan Widzów: 63 519 Sędzia: Federico La Penna |

### Superpuchar Włoch
| Superpuchar Włoch półfinał 19 stycznia 2024 | Inter Mediolan                                  | 3:0   | Lazio |                                                              |
| 22:00 MSK                                   | Thuram 17' · Çalhanoğlu 50' (k.) · Frattesi 87' | (1:0) |       | Al-Awwal Park, Rijad Widzów: 20 767 Sędzia: Matteo Marchetti |

| Superpuchar Włoch finał 22 stycznia 2024 | Napoli | 0:1   | Inter Mediolan |                                                             |
| 22:00 MSK                                |        | (0:0) | 90+1' Martínez | Al-Awwal Park, Rijad Widzów: 24 900 Sędzia: Antonio Rapuano |

### Faza grupowa
| Lp. | Drużyna            | M | Z | R | P | B+ | B- | +/– | Pkt | Kwalifikacja  |  | RSO | INT | BEN | SAL |
| --- | ------------------ | - | - | - | - | -- | -- | --- | --- | ------------- |  | --- | --- | --- | --- |
| 1   | Real Sociedad (A)  | 6 | 3 | 3 | 0 | 7  | 2  | +5  | 12  | 1/8 finału LM |  |     | 1–1 | 3–1 | 0–0 |
| 2   | Inter Mediolan (A) | 6 | 3 | 3 | 0 | 8  | 5  | +3  | 12  | 1/8 finału LM |  | 0–0 |     | 1–0 | 2–1 |
| 3   | Benfica (T)        | 6 | 1 | 1 | 4 | 7  | 11 | −4  | 4   | Play-offy LE  |  | 0–1 | 3–3 |     | 0–2 |
| 4   | Red Bull Salzburg  | 6 | 1 | 1 | 4 | 4  | 8  | −4  | 4   |               |  | 0–2 | 0–1 | 1–3 |     |

1. 1 2  Różnica bramek we wszystkich meczach: Real Sociedad +5, Inter Mediolan +3.
2. 1 2  Liczba zdobytych bramek we wszystkich meczach: Benfica 7, Red Bull Salzburg 4.

| Liga Mistrzów faza grupowa 120 września 2023 | Real Sociedad | 1:1   | Inter Mediolan |                                                                     |
| 21:00 CET                                    | Méndez 4'     | (1:0) | 87' Martínez   | Estadio Anoeta, San Sebastián Widzów: 36 591 Sędzia: Michael Oliver |

| Liga Mistrzów faza grupowa 23 października 2023 | Inter Mediolan | 1:0   | SL Benfica |                                                                         |
| 21:00 CET                                       | Thuram 62'     | (0:0) |            | Stadion Giuseppe Meazzy, Mediolan Widzów: 66 573 Sędzia: Danny Makkelie |

| Liga Mistrzów faza grupowa 324 października 2023 | Inter Mediolan                    | 2:1   | Red Bull Salzburg |                                                                            |
| 18:45 CET                                        | Sánchez 19' · Çalhanoğlu 64' (k.) | (1:0) | 57' Gloukh        | Stadion Giuseppe Meazzy, Mediolan Widzów: 71 825 Sędzia: François Letexier |

| Liga Mistrzów faza grupowa 48 listopada 2023 | Red Bull Salzburg | 0:1   | Inter Mediolan |                                                                  |
| 21:00 CET                                    |                   | (0:0) | 85' Martínez   | Red Bull Arena, Salzburg Widzów: 30 071 Sędzia: Serdar Gözübüyük |

| Liga Mistrzów faza grupowa 529 listopada 2023 | SL Benfica         | 3:3   | Inter Mediolan                                   |                                                                 |
| 20:00 CET                                     | Mário 5', 13', 34' | (3:0) | 51' Arnautović · 58' Frattesi · 72' (k.) Sánchez | Estádio da Luz, Lizbona Widzów: 52 944 Sędzia: Andris Treimanis |

| Liga Mistrzów faza grupowa 612 grudnia 2023 | Inter Mediolan | 0:0   | Real Sociedad |                                                                         |
| 21:00 CET                                   |                | (0:0) |               | Stadion Giuseppe Meazzy, Mediolan Widzów: 69 010 Sędzia: Sandro Schärer |

### Faza pucharowa
| Liga Mistrzów 1/8 finału 3 października 2023 | Inter Mediolan | 1:0   | Atlético Madryt |                                                                        |
| 21:00 CET                                    | Arnautović 79' | (0:0) |                 | Stadion Giuseppe Meazzy, Mediolan Widzów: 73 709 Sędzia: István Kovács |

| Liga Mistrzów 1/8 finału 13 marca 2024 | Atlético Madryt                      | 2:1 k. 3:2              | Inter Mediolan                             |                                                                       |
| 21:00 CET                              | Griezmann 35' · Depay 87'            | (1:1, 2:1, 2:1, k. 3:2) | 33' Dimarco                                | Estadio Metropolitano, Madryt Widzów: 69 196 Sędzia: Szymon Marciniak |
| 21:00 CET                              | · Depay · Ñíguez · Riquelme · Correa | Rzuty karne             | · Çalhanoğlu · Sánchez · Klaassen · Acerbi | Estadio Metropolitano, Madryt Widzów: 69 196 Sędzia: Szymon Marciniak |

## Statystyki
(aktualne na 25 lutego 2024)

### Mecze i bramki
| Numer | Piłkarz             | Serie A | Serie A | Puchar Włoch | Puchar Włoch | Liga Mistrzów | Liga Mistrzów | Superpuchar | Superpuchar | Suma  | Suma   |
| Numer | Piłkarz             | Mecze   | Bramki  | Mecze        | Bramki       | Mecze         | Bramki        | Mecze       | Bramki      | Mecze | Bramki |
| ----- | ------------------- | ------- | ------- | ------------ | ------------ | ------------- | ------------- | ----------- | ----------- | ----- | ------ |
| 1     | Yann Sommer         | 24      | 0       | 0            | 0            | 6             | 0             | 2           | 0           | 32    | 0      |
| 12    | Raffaele Di Gennaro | 0       | 0       | 0            | 0            | 0             | 0             | 0           | 0           | 0     | 0      |
| 77    | Emil Audero         | 1       | 0       | 1            | 0            | 1             | 0             | 0           | 0           | 3     | 0      |
| 2     | Denzel Dumfries     | 20      | 3       | 0            | 0            | 4             | 0             | 0           | 0           | 24    | 3      |
| 6     | Stefan de Vrij      | 19      | 1       | 0            | 0            | 4             | 0             | 2           | 0           | 26    | 1      |
| 15    | Francesco Acerbi    | 20      | 2       | 1            | 0            | 5             | 0             | 2           | 0           | 28    | 2      |
| 28    | Benjamin Pavard     | 14      | 0       | 1            | 0            | 4             | 0             | 2           | 0           | 21    | 0      |
| 31    | Yann Aurel Bisseck  | 10      | 1       | 1            | 0            | 2             | 0             | 1           | 0           | 14    | 1      |
| 32    | Federico Dimarco    | 20      | 3       | 1            | 0            | 6             | 0             | 2           | 0           | 29    | 3      |
| 36    | Matteo Darmian      | 22      | 0       | 1            | 0            | 6             | 0             | 2           | 0           | 31    | 0      |
| 95    | Alessandro Bastoni  | 19      | 1       | 1            | 0            | 6             | 0             | 1           | 0           | 27    | 1      |
| 5     | Stefano Sensi       | 3       | 0       | 0            | 0            | 1             | 0             | 0           | 0           | 4     | 0      |
| 7     | Juan Cuadrado       | 7       | 0       | 0            | 0            | 2             | 0             | 0           | 0           | 9     | 0      |
| 14    | Davy Klaassen       | 9       | 0       | 1            | 0            | 3             | 0             | 0           | 0           | 13    | 0      |
| 16    | Davide Frattesi     | 20      | 3       | 1            | 0            | 5             | 1             | 2           | 1           | 29    | 5      |
| 17    | Tajon Buchanan      | 2       | 0       | 0            | 0            | 0             | 0             | 0           | 0           | 2     | 0      |
| 20    | Hakan Çalhanoğlu    | 23      | 9       | 0            | 0            | 5             | 1             | 2           | 1           | 30    | 11     |
| 21    | Kristjan Asllani    | 14      | 0       | 1            | 0            | 6             | 0             | 1           | 0           | 22    | 0      |
| 22    | Henrich Mychitarian | 25      | 2       | 1            | 0            | 6             | 0             | 2           | 0           | 34    | 2      |
| 23    | Nicolò Barella      | 24      | 2       | 1            | 0            | 7             | 0             | 2           | 0           | 34    | 2      |
| 30    | Carlos Augusto      | 25      | 0       | 1            | 1            | 7             | 0             | 1           | 0           | 34    | 1      |
| 42    | Lucien Agoumé       | 1       | 0       | 0            | 0            | 0             | 0             | 0           | 0           | 1     | 0      |
| 8     | Marko Arnautović    | 18      | 2       | 1            | 0            | 4             | 2             | 2           | 0           | 25    | 4      |
| 9     | Marcus Thuram       | 24      | 10      | 1            | 0            | 7             | 1             | 2           | 1           | 34    | 12     |
| 10    | Lautaro Martínez    | 23      | 22      | 1            | 0            | 7             | 2             | 2           | 1           | 33    | 25     |
| 70    | Alexis Sánchez      | 12      | 0       | 0            | 0            | 7             | 2             | 2           | 0           | 21    | 2      |

### Najlepsi strzelcy
| L.p. | Numer | Piłkarz             | Serie A | Puchar Włoch | Liga Mistrzów | Superpuchar | Suma |
| ---- | ----- | ------------------- | ------- | ------------ | ------------- | ----------- | ---- |
| 1.   | 10    | Lautaro Martínez    | 22      | 0            | 2             | 1           | 25   |
| 2.   | 9     | Marcus Thuram       | 10      | 0            | 1             | 1           | 12   |
| 3.   | 20    | Hakan Çalhanoğlu    | 9       | 0            | 1             | 1           | 11   |
| 4.   | 16    | Davide Frattesi     | 3       | 0            | 1             | 1           | 5    |
| 5.   | 2     | Denzel Dumfries     | 3       | 0            | 0             | 0           | 3    |
| 5.   | 8     | Marko Arnautović    | 2       | 0            | 1             | 0           | 3    |
| 5.   | 32    | Federico Dimarco    | 3       | 0            | 0             | 0           | 3    |
| 8.   | 70    | Alexis Sánchez      | 0       | 0            | 2             | 0           | 2    |
| 8.   | 15    | Francesco Acerbi    | 2       | 0            | 0             | 0           | 2    |
| 8.   | 22    | Henrich Mychitarian | 2       | 0            | 0             | 0           | 2    |
| 8.   | 23    | Nicolò Barella      | 1       | 0            | 1             | 0           | 2    |
| 12.  | 31    | Yann Aurel Bisseck  | 1       | 0            | 0             | 0           | 1    |
| 12.  | 95    | Alessandro Bastoni  | 1       | 0            | 0             | 0           | 1    |
| 12.  | 30    | Carlos Augusto      | 0       | 1            | 0             | 0           | 1    |